# Labrugeira (Ventosa)
Labrugeira é uma localidade do concelho de Alenquer e da freguesia da Ventosa.
É a localidade mais populosa da Freguesia a que pertence.
Nela se encontra a Adega Cooperativa da Labrugeira C.R.L.
Um ilustre Ventosense aqui nasceu, António Máximo Lopes de Carvalho, nascido na Quinte do Vale.
Como principais monumentos religiosos possui a Igreja de Santo António e a capela de São Jorge, para além de alguns cruzeiros.
A Capela de São Jorge tem no altar-mor um São Jorge muito repintado e numa pequena edícula lateral uma excelente representação equestre de São Jorge calcando o Dragão. Esta última é uma escultura em calcário branco de fractura popular. Pelo tipo de armadura do cavaleiro poderá considerar-se do século XVII OU XVIII.
Festas e Romarias:
Santo António (13 de Junho) e mercado no 1º Domingo do mês no Campo de Futebol.
Círio da Labrugeira à capela de São jorge no último fim de semana de Agosto.
Todos os anos a Bandeira muda de família, é entregue à porta da mesma que vai ser responsável pelo Círio no próximo ano.
Festivel das Sopas na Adega Cooperativa da Labrugeira em Abril.
Colectividades e Associações:
Grupo Recreativo Flor de Maio
Quintas:
Quinta do Vale, Quinta do Coelho, Quinta Vale do Riacho

Alojamento:
CASA DO LIMOEIRO e
CASA DO JUNCAL